# Sven Hörtewall
Sven Hörtewall, född 26 juni 1940, är en svensk före detta friidrottare (sprinter). Han tävlade för Malmö AI. Han utsågs 1964 till Stor grabb nummer 228 i friidrott.

## Personliga rekord
- 100 m: 10,6 s (Hässleholm, 17 augusti 1961)[4]
- 200 m: 21,8 s (Kristianstad, 27 september 1962)[7]
- 110 m häck: 15,1 s (Malmö, 25 juni 1963)[8]

### Fotnoter
1. 1 2 3 4   Svenska Mästerskapen i friidrott 1896-2005. Trångsund: Erik Wiger/TextoGraf Förlag. 2006. ISBN 91-631-9065-6, sid 36
2. 1 2 3 4 5 6   Svenska Mästerskapen i friidrott 1896-2005. Trångsund: Erik Wiger/TextoGraf Förlag. 2006. ISBN 91-631-9065-6, sid 152
3. ↑   Svenska Mästerskapen i friidrott 1896-2005. Trångsund: Erik Wiger/TextoGraf Förlag. 2006. ISBN 91-631-9065-6, sid 161
4. 1 2   Sverigebästa genom tiderna i friidrott. Trångsund: Bengt Holmberg/TextoGraf Förlag. 2009. ISBN 978-91-977146-3-1, sid 34
5. ↑  friidrott.se:s Stora Grabbar-sida Arkiverad 31 mars 2016 hämtat från the Wayback Machine. Läst 2015-06-24
6. ↑  Stora grabbars märke Läst 2015-06-24
7. ↑   Sverigebästa genom tiderna i friidrott. Trångsund: Bengt Holmberg/TextoGraf Förlag. 2009. ISBN 978-91-977146-3-1, sid 68
8. ↑   Sverigebästa genom tiderna i friidrott. Trångsund: Bengt Holmberg/TextoGraf Förlag. 2009. ISBN 978-91-977146-3-1, sid 179